# إفرايم ماكدويل
إفرايم ماكدويل (بالإنجليزية: Ephraim McDowell) هو طبيب التوليد والنساء وطبيب وجراح أمريكي، ولد في 11 نوفمبر 1771 في مقاطعة روكبريج في الولايات المتحدة، وتوفي في 25 يونيو 1830 بسبب التهاب البريتون.

## وصلات خارجية
- إفرايم ماكدويل على موقع الموسوعة البريطانية (الإنجليزية)
- إفرايم ماكدويل على موقع إن إن دي بي (الإنجليزية)